# Caló (Geographie)

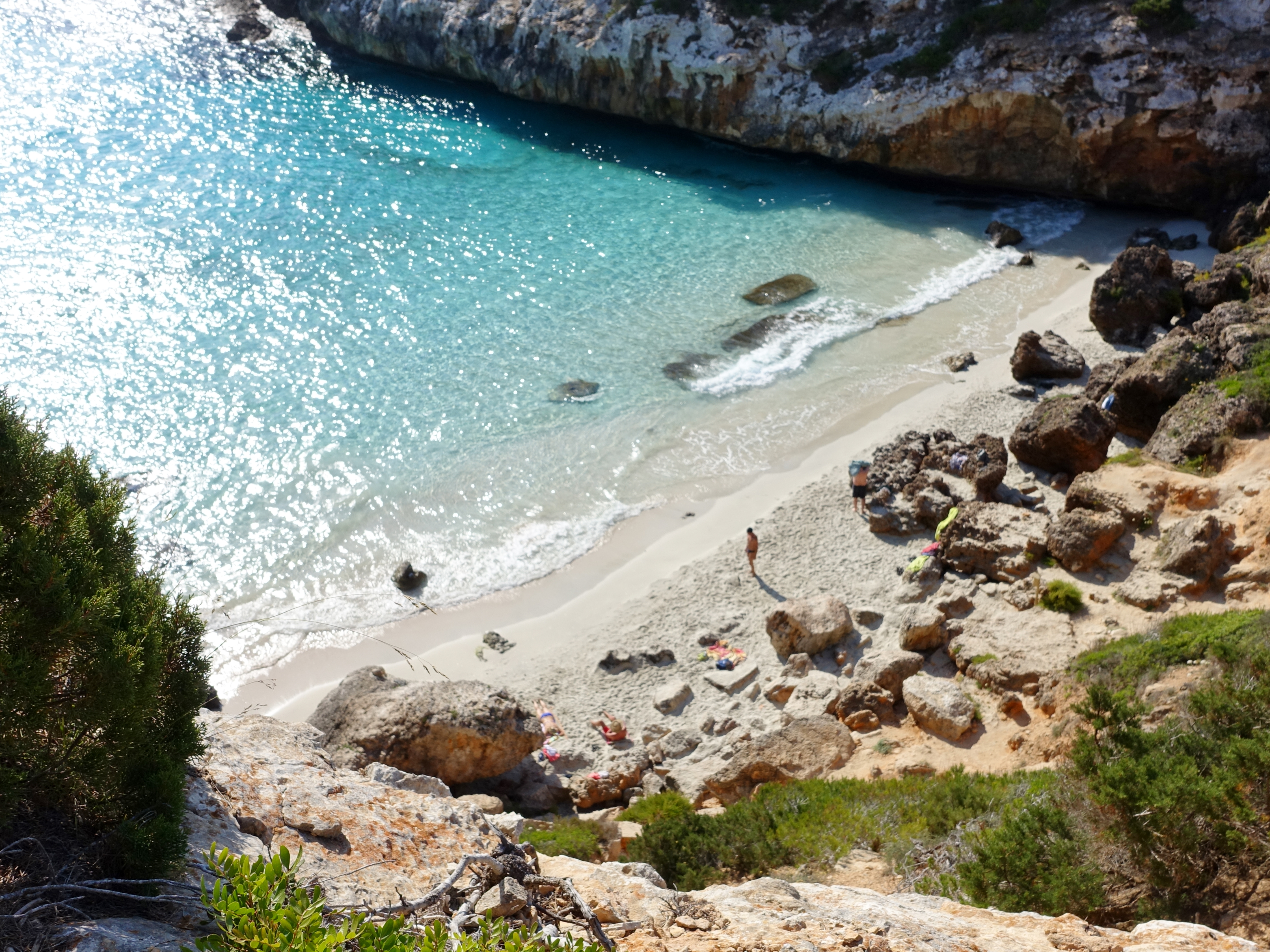
Caló des Moro

Caló, abgewandelt von Cala, spanisch „Bucht“, katalanisch „kleine Bucht“, bezeichnet eine Badestelle oder nur sehr kleine Bucht, die nur zu Fuß über einen Steig durch die Felsen der Küstenlinie hinunter zu erreichen ist. 
Die Calaküste findet sich zum Beispiel auf den Inseln Mallorca und Ibiza, oder in Katalonien im westlichen Mittelmeer.